# Jeri Brown
Jeri Brown (Missouri, 1952) es una cantante de jazz, compositora y profesora estadounidense que vive en Quebec, Canadá.

## Trayectoria
Creció en St. Louis, donde apareció por primera vez en público a los seis años. En Iowa, estudió canto clásico y más tarde apareció en el medio oeste de Estados Unidos y Europa. Después de graduarse, vivió en Cleveland, donde trabajó con la Cleveland Chamber Orchestra y la Orquesta Sinfónica de St. Louis. Actuó en Ohio con la banda de batería Bob McKee. Como consecuencia, tuvo colaboraciones con artistas como Ellis Marsalis, Billy Taylor y Dizzy Gillespie.
Jeri Brown trabajó principalmente en la escena jazz del área de Cleveland, se centró en el material de jazz estándar, escribió letras y colaboró con compositores como Henry Butler, Kenny Wheeler, Greg Carter y Cyrus Chestnut. En 1991, Brown firmó con el sello canadiense Justin Time. Ha estado bajo contrato con esta etiqueta desde su álbum de debut Mirage, donde fue acompañada por el pianista Fred Hersch y el bajista Daniel Lessard. En 1992 grabó Unfolding The Peacocks con Kirk Lightsey y Peter Leitch. Este álbum contenía los estándars bebop "If You Could See Me Now" y "Woody N 'You". 
Su álbum A Timeless Place del año1994 es un disco de gran sutileza que muestra una gran compenetración con uno de los mejores acompañantes que ha tenido el jazz, adorado por las vocalistas, el pianista Jimmy Rowless y un destacado,  contrabajo como Eric Von Essen. El disco es de una gran sofisticación y elegancia combinados con un fino sentido del humor y una gran consistencia musical.
En 1998, trabajó en el álbum Zaius con David Murray, Don Braden, John Hicks, Curtis Lundy y Avery Sharpe. Cantó temas como "Softly, as in a Morning Sunrise" y "You Must Believe in Spring". A finales del mismo año produjeron con la misma banda y Leon Thomas I've Got Your Number.
Brown enseñó en el Oberlin Conservatory of Music, en la Cleveland State University y en la Universidad de Akron en Ohio. Brown también ha trabajado en la Universidad de Massachusetts Amherst y ha ocupado diversos puestos docentes en Canadá, entre ellos en la Universidad Concordia y la Universidad McGill en Montreal, Quebec, y en la Universidad St. Francis Xavier de Nueva Escocia. 

## Discografía
- Mirage (Justin Time, 1991)
- Unfolding the Peacocks (Justin Time, 1993)
- Timeless Place (Justin Time, 1994)
- Fresh Start (Justin Time, 1996)
- April in Paris (Justin Time, 1996)
- Zaius (Justin Time, 1998)
- I've Got Your Number (Justin Time, 1999)
- Image in the Mirror: The Triptych (Justin Time, 2001)
- Firm Roots (Justin Time, 2003)
- Sempre Nina – A Tribute to Nina Simone (Jongleur Productions, 2005)
- New Wonderland: The Best of Jeri Brown (Justin Time, 2007)
- Storytelling, with Woody Woods (Jongleur Productions, 2011)
- Echoes: Live at Catalina Jazz Club (Jongleur Productions, 2013)